# Pirrolizidin
A pirrolizidin heterogyűrűs vegyület. Származékai között számos természetes alkaloid található, többek között a közönséges aggófűben, a fekete nadálytőben és a martilapuban.
Hepatotoxin (májkárosító méreg). 

## Fordítás
Ez a szócikk részben vagy egészben  a   Pyrrolizidine című angol Wikipédia-szócikk fordításán alapul.  Az eredeti cikk szerkesztőit annak laptörténete sorolja fel. Ez a jelzés csupán a megfogalmazás eredetét és a szerzői jogokat jelzi, nem szolgál a cikkben szereplő információk forrásmegjelöléseként.